# Oh Yun-hee
Oh Yun-hee (14 maggio 1984) è una schermitrice sudcoreana, specializzata nella spada.

## Palmarès
In carriera ha conseguito i seguenti risultati:
- Mondiali di scherma

Parigi 2010: bronzo nella spada a squadre.